# Whitehorse (circonscription territoriale)
Whitehorse est une ancienne circonscription territoriale du Yukon au Canada. La circonscription a été créée lors de l'élection générale yukonnaise de 1903 (en).

## Résultats électoraux
| Élection générale yukonnaise de 1903 (en) | Élection générale yukonnaise de 1903 (en) |
| Candidat                                  | # de voix                                 |
| ----------------------------------------- | ----------------------------------------- |
| Robert Lowe                               | 180                                       |
| Edward Dixon                              | 92                                        |
| Leonard Sugden                            | 35                                        |
| Total                                     | 307                                       |

| Élection générale yukonnaise de 1920 (en) | Élection générale yukonnaise de 1920 (en) |
| Candidat                                  | # de voix                                 |
| ----------------------------------------- | ----------------------------------------- |
| Robert Lowe                               | 124                                       |
| French                                    | 90                                        |
| Total                                     | 214                                       |

| Élection générale yukonnaise de 1922 (en) | Élection générale yukonnaise de 1922 (en) |
| Candidat                                  | # de voix                                 |
| ----------------------------------------- | ----------------------------------------- |
| Robert Lowe                               | Acclamation                               |
| Total                                     | 608                                       |